# Dépersonnalisation
Cet article concerne les symptômes de la dépersonnalisation. Pour le diagnostic, voir trouble de la dépersonnalisation.
Pour les articles homonymes, voir DP.
 Mise en garde médicale
La dépersonnalisation (parfois abrégé DP) est un symptôme psychologique dissociatif. Il s'agit d'un sentiment de perte du sens de soi-même, de confusion, dans lequel un individu semble ne posséder aucun contrôle de la situation. Le symptôme peut être ressenti pendant quelques secondes à la suite d'un stress intense et prolongé (notamment lors de crises d'angoisse), ou s'inscrire dans la durée. Les patients sentent avoir changé, ressentent une prise de recul important par rapport à eux-mêmes. Ce symptôme semble être un mécanisme de protection de l'esprit contre une anxiété qu'il ne peut plus supporter. Malgré son caractère relativement bénin, le phénomène engendre de grands niveaux d'anxiété, ce qui peut renforcer l'anxiété et conduire à une intensification du symptôme. La dépersonnalisation est une expérience subjective de déréalité de l'individu en lui-même, notion différente de la déréalisation, trouble dont le symptôme principal est une perception étrange de la réalité extérieure.
Bien que la majorité du corps médical considère la dépersonnalisation (soi-même) et la déréalisation (entourage) en tant que diagnostics indépendants, une minorité ne souhaite pas séparer la déréalisation de la dépersonnalisation, les deux troubles étant souvent ressentis en même temps par les patients. Une patiente témoigne ainsi de cet état : « Je suis là et pas là. Je suis avec vous, mais ailleurs. C’est comme s’il y avait un voile, une sorte de brume entre le monde et moi […] »
La dépersonnalisation, en tant qu'entité psychiatrique isolée, est rare et sa prévalence est inconnue, mais en tant que phénomène associé elle a été rapportée comme étant le symptôme le plus fréquent après l'anxiété et la dépression.

## Description
Les individus souffrant de dépersonnalisation se sentent à la fois détachés du monde et de leur propre identité ou incarnation physique.  Souvent, les personnes ayant expérimenté la dépersonnalisation disent avoir l'impression que « la vie ressemble à un film, les choses paraissent irréelles, floues, sensation de vertige et de grosse fatigue. » Le sentiment d'identité de l'individu se brise, d'où l'appellation de "dépersonnalisation". La dépersonnalisation peut déclencher d'importants niveaux d'anxiété, qui peuvent augmenter de loin ces perceptions.
La dépersonnalisation chronique désigne un trouble de la dépersonnalisation, et est classifiée dans le DSM-IV en tant que trouble dissociatif. Une dépersonnalisation et/ou une déréalisation empirique peut survenir chez un patient à cause d'un état d'anxiété, d'un stress temporaire, tandis que la dépersonnalisation chronique concerne des individus ayant fait l'expérience d'un traumatisme ou d'une angoisse/ d'un stress prolongé. La dépersonnalisation-déréalisation est le seul symptôme principal dans le spectre des troubles dissociatifs, impliquant trouble dissociatif de l'identité et « trouble dissociatif non-spécifié » (DD-NOS). C'est également un symptôme proéminent dans certains troubles non-dissociatifs tels que les troubles anxieux, les dépressions cliniques, les troubles bipolaires, les troubles de la personnalité borderline, les troubles obsessionnels-compulsifs (TOC), les migraines, le syndrome de Kleine-Levin et l'agrypnie. Elle peut également être le résultat d'une ingestion de drogues.
La difficulté de dresser un tableau clinique précis de la dépersonnalisation vient du fait qu'elle s'insère difficilement dans les catégories déjà existantes. En effet, nous retrouvons la dépersonnalisation à l'occasion de multiples pathologies et nous l'identifions dans toutes les structures psychopathologiques. La  dépersonnalisation, en tant qu’entité psychiatrique isolée est rare et sa prévalence est inconnue mais en tant que phénomène associé elle a été rapportée comme étant le symptôme le plus fréquent après l’anxiété et la dépression.

## Épidémiologie
La dépersonnalisation est le troisième symptôme psychologique dont la prévalence est inconnue, même si Daphne Simeon, psychiatre américaine, connue pour ses travaux sur la dépersonnalisation, l'estime un peu moindre que celle des troubles anxieux et de la dépression. La dépersonnalisation est un symptôme des troubles anxieux, tel le trouble paniquepar exemple. Elle peut également accompagner l'agrypnie (et survenir lorsqu'un patient souffre de décalage horaire), de migraine, d'épilepsie (spécialement d'épilepsie du lobe temporal), de trouble obsessionnel-compulsif (TOC), de stress et d'anxiété ; l'exposition intéroceptive est une méthode non-pharmaceutique qui peut être utilisée pour réduire la dépersonnalisation.

## Causes environnementales et pharmaceutiques
La dépersonnalisation est un effet secondaire fréquent à la suite de l'ingestion de certains types de drogues, qui est alors considéré comme un bad trip. Elle survient après l'ingestion d'hallucinogènes dissociatifs ou de drogues psychédéliques, et peut également être un effet secondaire lié à la caféine, au cannabis et à la minocycline,,,,. Elle est un symptôme classique de sevrage chez certaines substances médicamenteuses,,,. La dépersonnalisation est également susceptible de constituer l'une des conséquences à plus ou moins long terme d'une borréliose de Lyme non détectée voire insuffisamment traitée ou prise en charge tardivement,.
La dépendance aux benzodiazépines, durant laquelle elle peut survenir en cas d'utilisation à long terme de benzodiazépine, peut induire la symptomatologie d'une dépersonnalisation chronique et de trouble de la perception chez certains individus, même chez ceux qui prennent une dose modérée, et peut également être causée par le syndrome de sevrage aux benzodiazépines,.

## Traitement
Le traitement dépend de la cause qu'elle soit d'origine organique ou psychologique. Si la dépersonnalisation est le symptôme d'une maladie neurologique, alors le diagnostic et le traitement de cette maladie en sont la première approche. La dépersonnalisation peut être un symptôme cognitif comme la sclérose latérale amyotrophique, la maladie d'Alzheimer, la sclérose en plaques (SeP), la neuroborreliose (Borréliose), ou autre maladie neurologique infectant le cerveau. Pour ceux qui souffrent de dépersonnalisation accompagnée de migraine, des antidépresseurs tricycliques sont souvent prescrits.
Si la dépersonnalisation est la cause de symptômes psychologiques comme le traumatisme développemental, le traitement dépend du diagnostic. En cas de trouble dissociatif de l'identité ou de DD-NOS en tant que trouble développemental, le traitement requiert sa propre psychothérapie. Elle peut être un symptôme du trouble de la personnalité borderline, qui peut être traitée à long terme à l'aide de sa propre psychothérapie et psychopharmacologie.
Le traitement de la dépersonnalisation chronique est détaillé dans le trouble de la dépersonnalisation.